# غوتنبرغ (نيوجيرسي)
غوتنبرغ (بالإنجليزية: Guttenberg town, New Jersey)‏ هي بلدة تقع بولاية نيوجيرسي في الولايات المتحدة. تبلغ مساحتها 0.62 كم2، وترتفع عن سطح البحر 59.1312 م، بلغ عدد سكانها 11,176 نسمة في عام 2010 حسب إحصاء مكتب تعداد الولايات المتحدة وتصل الكثافة السكانية فيها 18,025.8 نسمة لكل كيلومتر مربع (46,686.6/ميل2).

## التركيبة السكانية
حدّد مكتب تعداد الولايات المتحدة بيانات التركيبة السكانية لغوتنبرغ في تعداد الولايات المتحدة. في ما يلي، التركيبة السكانية حسب تعدادي 2000 و2010.

### تعداد عام 2000
بلغ عدد سكان غوتنبرغ 10,807 نسمة بحسب تعداد عام 2000، وبلغ عدد الأسر 4,493 أسرة وعدد العائلات 2,620 عائلة مقيمة في البلدة. في حين سجلت الكثافة السكانية 17,430.6 نسمة لكل كيلومتر مربع (45,145.0/ميل2). وبلغ عدد الوحدات السكنية 4,650 وحدة بمتوسط كثافة قدره 7,500 لكل كيلومتر مربع (19,424.9/ميل2).
وتوزع التركيب العرقي للبلدة بنسبة 64.98% من البيض و3.81% من الأمريكيين الأفارقة و0.38% من الأمريكيين الأصليين و7.30% من الأمريكيين ذوي الأصول الآسيوية و0.01% من سكان جزر المحيط الهادئ و16.42% من الأعراق الأخرى و7.10% من عرقين مختلطين أو أكثر و54.33% من الهسبانيون أو اللاتينيون من أي عرق.
بلغ عدد الأسر 4,493 أسرة كانت نسبة 29.9% منها لديها أطفال تحت سن الثامنة عشر تعيش معهم، وبلغت نسبة الأزواج القاطنين مع بعضهم البعض 40.3% من أصل المجموع الكلي للأسر، ونسبة 13% من الأسر كان لديها معيلات من الإناث دون وجود شريك، بينما كانت نسبة 5% من الأسر لديها معيلون من الذكور دون وجود شريكة وكانت نسبة 41.7% من غير العائلات. تألفت نسبة 35.1% من أصل جميع الأسر من عدة أفراد يعيشون في نفس المنزل ونسبة 10% كانت تتألف من شخص يعيش بمفرده يبلغ من العمر 65 عاماً أو أكثر. وبلغ متوسط حجم الأسرة المعيشية 2.38، أما متوسط حجم العائلات فبلغ 3.13.
بلغ العمر الوسطي للسكان 35.5 عاماً. وكانت نسبة 21.2% من القاطنين تحت سن الثامنة عشر، وكانت نسبة 8.7% بين الثامنة عشر والرابعة والعشرين عاماً، ونسبة 36.9% كانت واقعةً في الفئة العمرية ما بين الخامسة والعشرين والرابعة والأربعين عاماً، ونسبة 21.3% كانت ما بين الخامسة والأربعين والرابعة والستين، ونسبة 10.9% كانت ضمن فئة الخامسة والستين عاماً فما فوق. يوجد لكل 100 أنثى 93.6 ذكر، ويوجد لكل 100 أنثى في الثامنة عشر من عمرها فما فوق 91.5 ذكر.
بلغ متوسط دخل الأسرة في البلدة 44,515 دولارًا، أما متوسط دخل العائلة فبلغ 47,440 دولارًا. وكان متوسط دخل الذكور 38,628 دولارًا مقابل 33,154 دولارًا للإناث. وسجل دخل الفرد الخاص بالبلدة 27,931 دولارًا. وكانت نسبة 11.1% من العائلات ونسبة 13% من السكان تحت خط الفقر، وكان من هؤلاء نسبة 18.8% تحت سن الثامنة عشر ونسبة 10.9% في الخامسة والستين من العمر وما فوق.

### تعداد عام 2010
بلغ عدد سكان غوتنبرغ 11,176 نسمة بحسب تعداد عام 2010، وبلغ عدد الأسر 4,473 أسرة وعدد العائلات 2,682 عائلة مقيمة في البلدة. في حين سجلت الكثافة السكانية 18,025.8 نسمة لكل كيلومتر مربع (46,686.6/ميل2). وبلغ عدد الوحدات السكنية 4,839 وحدة بمتوسط كثافة قدره 7,804.8 لكل كيلومتر مربع (20,214.3/ميل2).
وتوزع التركيب العرقي للبلدة بنسبة 67.44% من البيض و4.80% من الأمريكيين الأفارقة و0.91% من الأمريكيين الأصليين و7.32% من الأمريكيين ذوي الأصول الآسيوية و0.04% من سكان جزر المحيط الهادئ و14.25% من الأعراق الأخرى و5.23% من عرقين مختلطين أو أكثر و64.83% من الهسبانيون أو اللاتينيون من أي عرق.
بلغ عدد الأسر 4,473 أسرة كانت نسبة 30.4% منها لديها أطفال تحت سن الثامنة عشر تعيش معهم، وبلغت نسبة الأزواج القاطنين مع بعضهم البعض 37.6% من أصل المجموع الكلي للأسر، ونسبة 15.4% من الأسر كان لديها معيلات من الإناث دون وجود شريك، بينما كانت نسبة 7% من الأسر لديها معيلون من الذكور دون وجود شريكة وكانت نسبة 40% من غير العائلات. تألفت نسبة 32.5% من أصل جميع الأسر من عدة أفراد يعيشون في نفس المنزل ونسبة 9.5% كانت تتألف من شخص يعيش بمفرده يبلغ من العمر 65 عاماً أو أكثر. وبلغ متوسط حجم الأسرة المعيشية 2.48، أما متوسط حجم العائلات فبلغ 3.12.
بلغ العمر الوسطي للسكان 36.4 عاماً. وكانت نسبة 20.5% من القاطنين تحت سن الثامنة عشر، وكانت نسبة 8.6% بين الثامنة عشر والرابعة والعشرين عاماً، ونسبة 34.7% كانت واقعةً في الفئة العمرية ما بين الخامسة والعشرين والرابعة والأربعين عاماً، ونسبة 24.9% كانت ما بين الخامسة والأربعين والرابعة والستين، ونسبة 11.3% كانت ضمن فئة الخامسة والستين عاماً فما فوق. وتوزع التركيب الجنسي للسكان بنسبة 48.8% ذكور و51.2% إناث.

## وصلات خارجية
- الموقع الرسمي